# Haizer
Haizer (em árabe: حيزر) é uma cidade e comuna localizada na província de Bouira, Argélia. Segundo o censo de 2008, a população total da cidade era de 17 719 habitantes.